# Colbert Marlot
Colbert Marlot (Liévin, 4 maart 1963) is een Franse voetbalcoach en oud-voetballer. 

## Spelerscarrière
Colbert Marlot was een middenvelder die vier jaar voor het amateurelftal van RC Lens voetbalde alvorens in 1983 de overstap te maken naar OGC Nice, dat toen in de tweede divisie uitkwam. Nadien was hij in diezelfde afdeling nog actief bij onder meer Limoges FC en SC Abbeville. In 1997 zette hij bij Limoges een punt achter zijn spelerscarrière.

## Trainerscarrière
Meteen na zijn loopbaan als voetballer ging Marlot als jeugdtrainer aan de slag bij Limoges. Na enkele maanden promoveerde hij tot hoofdcoach van het amateurelftal. In 2000 maakte hij de overstap naar het amateurelftal ESA Brive.
Een jaar later keerde hij terug naar RC Lens. Eerst was hij jeugdcoach, nadien trainde hij het amateurelftal. In 2007 werd hij hulptrainer bij het eerste elftal. Zo assisteerde hij hoofdcoaches Guy Roux, Jean-Pierre Papin en Jean-Guy Wallemme.
In 2011 werd Marlot voor een seizoen hoofdcoach van het bescheiden Wasquehal. In 2014 verhuisde hij naar België, waar hij trainer werd bij tweedeklasser AFC Tubize. Na het seizoen 2015/16 gingen Marlot en Tubize opnieuw uit elkaar.